# Campeonatos estaduais de futebol Sub-20 do Brasil
Em Itálico, estados que não possuem competições Sub-20 ou que não foram informados.
Os campeonatos estaduais de futebol Sub-20 do Brasil ou simplesmente, Competições de futebol Juniores são as competições masculinas de clubes de futebol, com Categorias de Base. Com diferentes formatos e duração, são vitrines para os novos talentos do futebol e que que ocorrem entre Janeiro até Abril para as Regiões Nordeste, Centro Oeste, Sudeste e Sul. Maio ou Junho para a Região Norte em cada uma das unidades federativas do Brasil, tendo a Copa São Paulo de Futebol Júnior como uma das maiores competições de juniores do país.
Assim como nas competições masculinas profissionais adultas, há os famosos clássicos. Alguns exemplos são o Fla-Flu e o Clássico dos Milhões, no Rio de Janeiro; o Derby, o Choque Rei, o Majestoso e o San-São, em São Paulo; o Grenal, no Rio Grande do Sul; o Clássico Mineiro, em Minas Gerais; o Atletiba, no Paraná; o Clássico dos Clássicos e o Clássico das Multidões, em Pernambuco; o Ba-Vi, na Bahia; o Clássico de Florianópolis e o Clássico do Interior, em Santa Catarina; o Clássico-Rei, no Ceará, entre Ceará e Fortaleza, e no Rio Grande do Norte entre ABC e América de Natal; o Re-Pa, no Pará; Clássico das Multidões em Alagoas; o Super Clássico, no Maranhão; o Rivengo, no Piauí; o Clássico dos Maiorais, na Paraíba; o Derby Sergipano, em Sergipe; o Derby do Cerrado, em Goiás; o Rio-Nal, no Amazonas; o Clássico dos Gigantes, no Espírito Santo; entre outros. Os campeões estaduais e vice-campeões, e em alguns estados, os mais bem colocados na tabela do campeonato estadual, estão automaticamente qualificados para jogar na Copa do Brasil Sub-20 do ano seguinte. Dependendo da região, podem disputar competições regionais como: Copa do Nordeste Sub-20 (Região Nordeste[carece de fontes?]) e Copa Norte Sub-20 (Região Norte).

## Estaduais
| - Campeonato Acriano - Campeonato Alagoano - Campeonato Amapaense - Campeonato Amazonense - Campeonato Baiano - Campeonato Brasiliense - Campeonato Capixaba - Campeonato Carioca - Série A - Campeonato Carioca - Série B1 | - Campeonato Carioca - Série B2 - Campeonato Carioca - Série C - Campeonato Catarinense - Primeira Divisão - Campeonato Catarinense - Segunda Divisão - Campeonato Catarinense - Terceira Divisão - Campeonato Cearense - Campeonato Gaúcho - Campeonato Goiano - Campeonato Mineiro | - Campeonato Paraense - Campeonato Paranaense - Campeonato Paulista - Campeonato Pernambucano - Campeonato Potiguar - Campeonato Rondoniense - Campeonato Roraimense - Campeonato Sergipano - Campeonato Tocantinense |

## Campeonatos nacionais
- Campeonato Brasileiro Sub-20 - Série A
- Campeonato Brasileiro Sub-20 - Série B
- Copa do Brasil Sub-20
- Supercopa do Brasil Sub-20
- Copa São Paulo de Futebol Júnior

## Regionais
- Copa Norte de Futebol Sub-20
- Copa do Nordeste de Futebol Sub-20